# Petaurista nobilis
Il petaurista del Bhutan (Petaurista nobilis Gray, 1842) è uno scoiattolo volante originario dell'Asia meridionale.

## Tassonomia
Attualmente, gli studiosi riconoscono due sottospecie di petaurista del Bhutan:
- P. n. nobilis Gray, 1832 (Nepal centrale, Sikkim e Bhutan);
- P. n. singhei Saha, 1977 (Arunachal Pradesh).

## Descrizione
Il petaurista del Bhutan, con una lunghezza testa-corpo di 34,7-42 cm e una coda di 37,8-49 cm, è un rappresentante del genere Petaurista di medie dimensioni. La sua pelliccia è di un bel rossiccio-arancio, con una sorta di «maschera facciale» di colore marrone scuro che si biforca a delineare una macchia rossiccia sulla fronte, ma poi si riunisce a livello cervicale a costituire una striscia dorsale che giunge fino alla base della coda. Marrone scuro sono anche il margine del patagio e le zampe. La coda è leggermente più scura del corpo, ma è nera all'estremità.

## Distribuzione e habitat
La specie vive in Bhutan, India (Sikkim e Arunachal Pradesh) e Nepal, tra i 1500 e i 3000 m di quota. Abita le foreste di montagna tropicali e subtropicali, in particolare quelle di pini e rododendri.

## Biologia
Il petaurista del Bhutan è una creatura arboricola e crepuscolare-notturna. Si nutre di frutta, noci e gemme fogliari. La stagione riproduttiva va da marzo ad aprile.

## Conservazione
La specie è minacciata soprattutto dalla deforestazione e dall'avanzata degli insediamenti umani. La IUCN la classifica tra le specie prossime alla minaccia.